# Chidro
Il Chidro è il fiume più importante della zona del Salento nonostante la sua lunghezza di soli 400 m circa. Dopo di esso, per importanza, vi è il fiume Ostone il quale scorre interamente all’interno del territorio di Lizzano per la lunghezza complessiva di 13 km. Il fiume Chidro è situato nei pressi di San Pietro in Bevagna, poco più a sud dell'Ostone e sempre in Provincia di Taranto poco distante dalla Provincia di Lecce.
Il nome è chiaramente di derivazione greca, forse dalla crasi tra χεον ύδωρ, acqua corrente.

## Consistenza
Il Chidro è un tipico corso d'acqua alimentato da acque di falda.
Forma tre specchi d'acqua e sfocia nel mare nel tratto costiero antistante il territorio di Manduria (TA).

## Leggende
Al Chidro si riallacciano varie leggende e tradizioni popolari.
Si narra che San Pietro, mentre si raccoglieva in penitenza, attraversò il Chidro piangendo della sua grande colpa di aver tradito Gesù e le sue lacrime si sarebbero trasformate in conchiglie. Gli antichi abitanti di queste zone erano soliti raccogliere e conservare come reliquie le lacrime di S. Pietro perché considerate la pietrificazione di quelle lacrime.

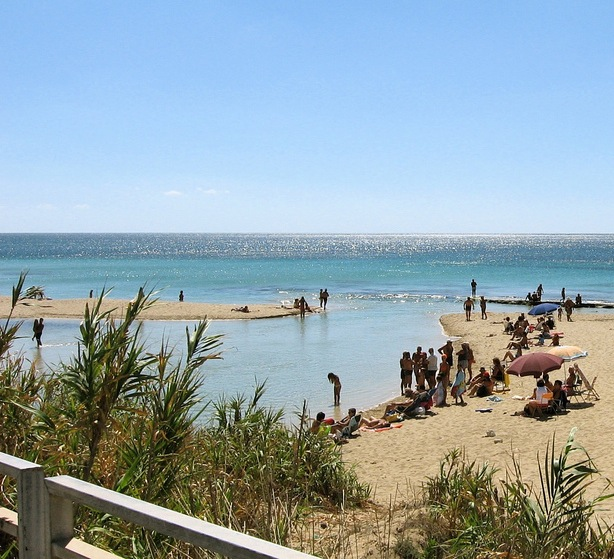
La spiaggia alla foce del fiume

Un'altra leggenda narra che, all'arrivo del Santo in Bevagna, vedendo una statua di Zeus presso il Chidro e fattosi il segno della croce essa si sia frantumata, così da permettere i primi battesimi dei pagani locali in queste acque che gli ricordavano quelle del fiume Giordano.

## Storia
Il Chidro fu un fiume molto pescoso e per questo nei secoli è stato sempre ambito e conteso.
Durante il periodo feudale pare che il possesso del Chidro spettasse ai Benedettini di Aversa, mentre il diritto di pesca passò di mano in mano ai Bonifacio (1557), ai Borromeo, agli Spinola e, infine, agli Imperiali (1730) che lo esercitarono fino al 1782, anno di estinzione della casata. Tale diritto di pescagione si trova menzionato in parecchi documenti riguardanti San Pietro in Bevagna.
Il breve corso d'acqua dolce doveva essere particolarmente pescoso perché il diritto di pesca fu oggetto di controversia in particolare tra i monaci benedettini e il principe di Francavilla Fontana.
Il corso d'acqua fu acquistato nel 1839 dalla famiglia Schiavone che, oltre al possesso, esercitò il diritto di pescarvi per circa un secolo cioè fino alla promulgazione della legge di regolamentazione delle acque.
La sua importanza è riconosciuta dalle oasi naturalistiche di cui oggi fa parte. La biodiversità ha importanza anche per le specie migratorie che attraversano la provincia orientale di Taranto.